# وادرن
شهر وادرن (به آلمانی: Wadern) در ایالت زارلند در کشور آلمان واقع شده‌است.